# Seam Edizioni
La Seam Edizioni è una casa editrice italiana.

## Storia
La Seam nasce agli inizi degli anni '90 per volontà del professore Osvaldo Mario Panaccione, coinvolgendo docenti universitari italiani e stranieri. Pubblica l'edizione italiana di due libri di Friedrich von Hayek : L'abuso della ragione (1997) e La società libera (1998) a Mario Quaranta, Giuseppe Rensi, Ludovico Geymonat (2001), fino a Luigi De Marchi (diverse le polemiche per il suo: AIDS, la grande truffa del 1996).
Pubblica anche dei classici come Pierre-Joseph Proudhon, La teoria della proprietà (1998), Francesco Mattioli fra le sue opere Iqbal Masih non era italiano, (1996), L'altra Sindone (2000), José Ortega y Gasset, Meditazione sull'Europa (2000).
Libri di filosofia, psicologia, antropologia, sociologia fra gli altri autori Maria Immacolata Macioti, Il Buddha che è in noi (1996), di Dario Sabbatucci, La religione di Roma antica (1999) e La prospettiva storica religiosa (2000), Luciano Pellicani Le sorgenti della vita, Modi di produzione e forme di dominio (1997). Nell'anno 1996 Osvaldo Mario Panaccione pubblica sotto lo pseudonimo di Leonard Belcamp "Guine" lo scandalo geologico che involve intrighi circa la presenza di uranio nella Guinea Konacry e spionaggio industriale.

### Dal 2000
Un'inchiesta su lauree vendute agli studenti ne blocca l'attività e nel 2004 il marchio viene acquistato da Otello e Marco Lucarelli.
I libri non sono mai mancati al pubblico e nel 2013 nascono due nuove collane.
I primi titoli sono Il Castello dei Clandestini di Fernando Arrabal, Canzoni di Galilea di Naim Araidi poeta, docente universitario e ambasciatore di Israele in Norvegia e del poeta statunitense Neeli Cherkovski, noto anche come biografo ufficiale di Charles Bukowski ai quali si aggiungono Dario Bellezza poeta scomparso nel 1996 e non più edito, Liliana Arena ed Enrico Ghedi.
Dal 2014 le due collane si fondono nell'unica "inediti rari e diversi". Nello stesso anno, in occasione della ristampa del volume di Naim Araidi, viene organizzato un piccolo tour in Lombardia che riscuote un certo successo fra stampa,, e pubblico.